# Expedición neerlandesa a Valdivia

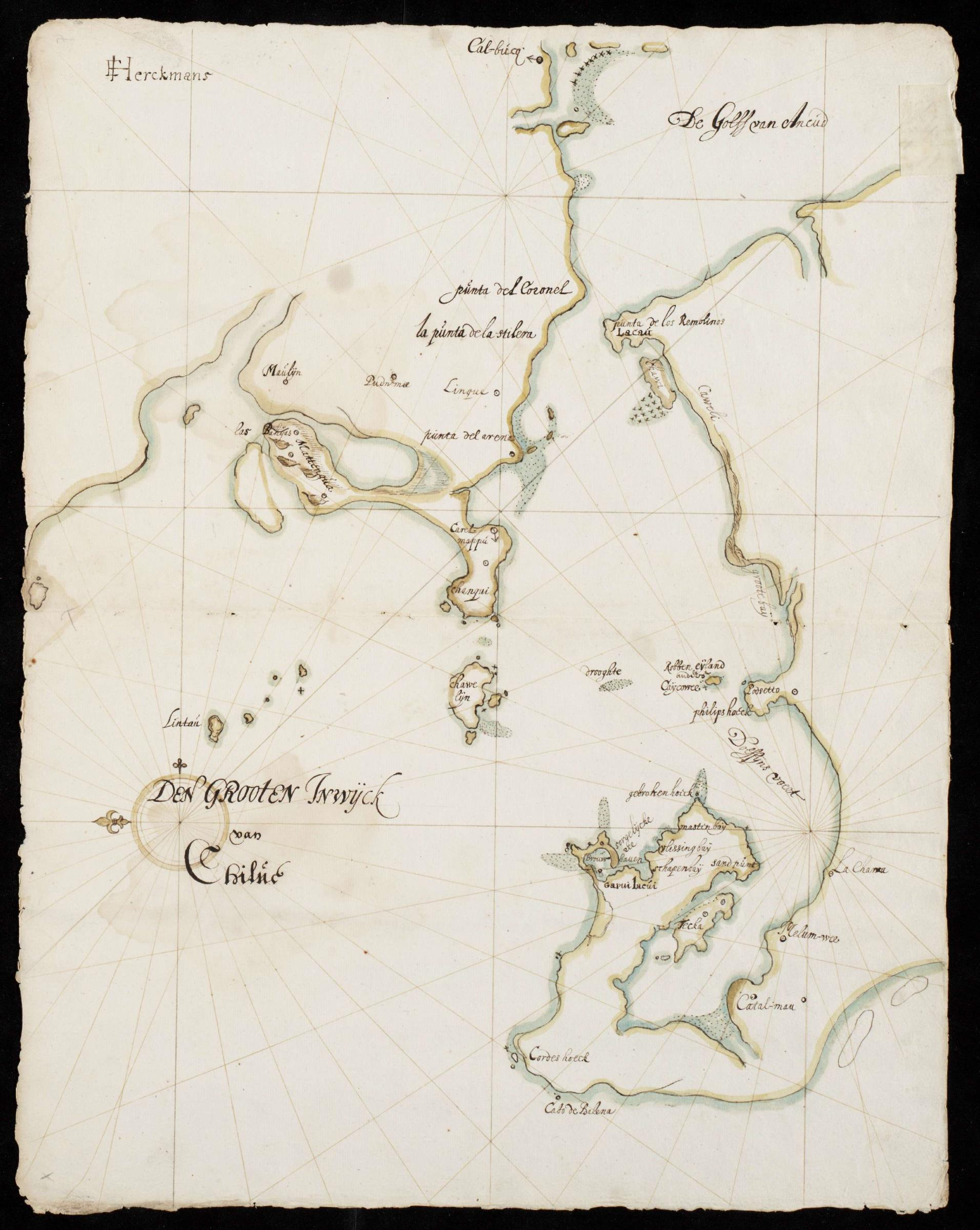
Mapa del canal de Chacao elaborado en 1643 por Elías Herckmans.

La Expedición neerlandesa a Valdivia consistió en un fracasado proyecto llevado a cabo por una flota neerlandesa a mediados del siglo XVII, con el objetivo de establecer una colonia en las ruinas abandonadas de la ciudad española de Valdivia, en la Capitanía General de Chile (parte del Virreinato del Perú). En su camino a esta ciudad, la expedición saqueó los asentamientos españoles de Carelmapu y Castro en la provincia de Chiloé.
Los neerlandeses arribaron a Valdivia el 24 de agosto de 1643 y dieron a la colonia el nombre de Brouwershaven, en homenaje de su capitán Hendrik Brouwer, que había fallecido varias semanas antes de este hito. La colonia tuvo una corta vida y fue abandonada el 28 de octubre de 1643. Sin embargo, esta ocupación generó una gran alarma entre las autoridades del Virreinato del Perú, que decidieron en 1645 la refundación de la ciudad de Valdivia y el inicio de la construcción de un sistema de fortificaciones marítimas para prevenir la ocurrencia de otros proyectos similares.

## Antecedentes
En los años siguientes a la Batalla de Curalaba (1598), un levantamiento general se desarrolló entre las parcialidades mapuches y huilliches del sur de Chile. Este episodio llevó a que las ciudades españolas de Arauco, Angol, La Imperial, Osorno, Santa Cruz de Oñez, Valdivia y Villarrica fueran abandonadas o destruidas, en lo que posteriormente recibiría el nombre de destrucción de las siete ciudades. Sólo Chillán y Concepción resistieron el asedio mapuche, y con la excepción de los territorios bajo control de la provincia de Chiloé, todo el territorio chileno al sur del río Biobío quedó fuera del poder español. En este contexto, la abandonada ciudad de Valdivia se convirtió en un punto atractivo para los enemigos del Imperio español, dado que eventualmente les permitiría establecer una base en mitad de las posesiones españolas en Chile.
En el año 1600, varias parcialidades huilliches se unieron al corsario Baltazar de Cordes para atacar la ciudad de Castro en Chiloé. Si bien este episodio no era parte del plan original de los neerlandeses, los españoles creyeron que a futuro intentarían unirse a los mapuches y establecer una fortaleza en el sur de Chile. En particular, los españoles tuvieron información sobre la existencia de planes de establecer una base en las ruinas de Valdivia, por lo que rápidamente intentaron restablecer el control de la zona antes de que esto ocurriese. Estos intentos, no obstante, se frustraron en la década de 1630, debido a que los mapuches no permitieron que los españoles pasaran por su territorio para llegar a las ruinas de la ciudad.

## Expedición

### Planificación

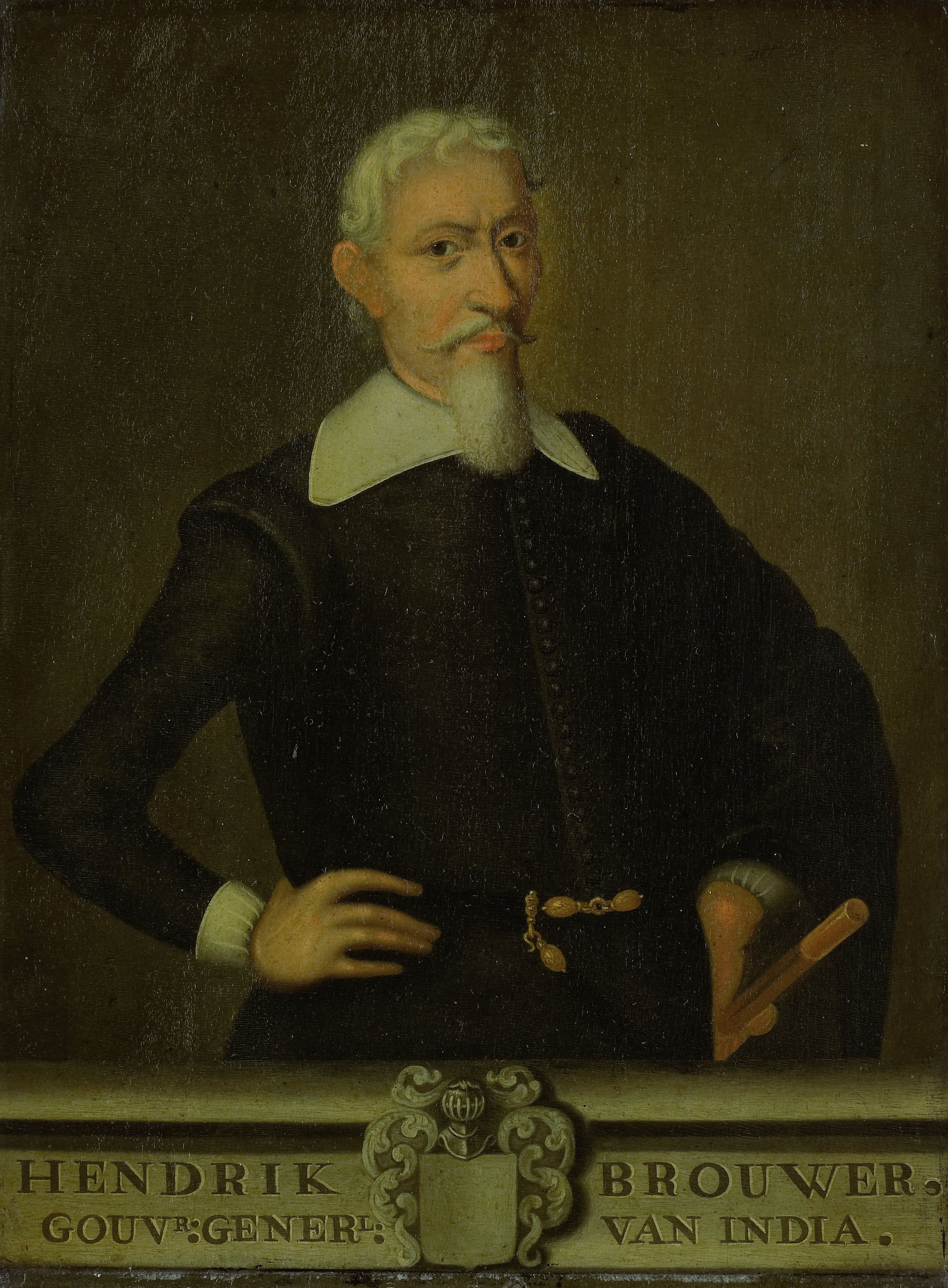
Hendrik Brouwer, líder de la expedición hasta su muerte en Chiloé.

En 1642, la Compañía Neerlandesa de las Indias Orientales se unió a la Compañía Neerlandesa de las Indias Occidentales para planificar una expedición a Chile con el fin de establecer una base para el comercio de oro en las ruinas abandonadas de Valdivia. La expedición, si bien pequeña comparada a las fuerzas que tomaron el control de Brasil, esperó contar con la colaboración de aliados mapuche-huilliches en la zona sur de Chile. A grandes rasgos, la expedición tuvo instrucciones de: capturar las minas de oro de la zona, capturar Valdivia, establecer una alianza con las poblaciones indígenas, y finalmente explorar la isla Santa María. Con la excepción de los líderes de la expedición, los objetivos reales de la expedición no fueron comunicados a los demás participantes del viaje.

### Países Bajos, Brasil y Cabo de Hornos
Hendrik Brouwer y su flota dejaron los Países Bajos el 6 de noviembre de 1642 con 250 hombres a bordo; arribaron a Mauritsstad (hoy Recife) en los territorios neerlandeses de Brasil, donde Juan Mauricio de Nassau les proveyó de alimentos y agua, junto a una fuerza adicional de 350 hombres. Debido a que la expedición debía dirigirse a latitudes altas, ropas de lana fueron repartidas entre la tripulación y los pasajeros. El buque de apoyo Orange Tree se separó cerca del Cabo de Hornos, y si bien se las arregló para volver a Recife con un mástil roto, implicó una reducción en las provisiones de la expedición. Al cruzar el Cabo de Hornos, la expedición descubrió que la Isla de los Estados no era parte de la tierra firme, al recorrer el este y el sur de la isla.

### Chiloé
En mayo de 1643, la expedición llegó al archipiélago de Chiloé. Los españoles en la villa y fuerte de Carelmapu divisaron a los expedicionarios el 20 de mayo y enviaron hombres a pie y a caballo a prevenir que descendieran a tierra. Debido a esto, los neerlandeses debieron desembarcar a una distancia mayor, en punta de la Arena, y con una fuerza de 200 mosqueteros y arcabuceros avanzaron hacia Carelmapu. En el camino, iniciaron una quema de matorrales con el fin de limpiar la ruta, mientras los españoles abandonaron el fuerte y escondieron a las mujeres y niños en los bosques cercanos.
Al llegar a la villa, los neerlandeses abrieron fuego contra los españoles, quienes retrocedieron rápidamente hacia el bosque y permitieron que los invasores tomasen el control del fuerte y los caballos ahí guardados. Poco después los españoles organizaron un contraataque en Carelmapu, pero fue un fracaso y con la muerte del gobernador Andrés Muñoz de Herrera como resultado. La villa fue posteriormente saqueada y su iglesia católica profanada.
El botín de Carelmapu dio a los expedicionarios la oportunidad de reponer sus alicaídas provisiones de alimentos, pero a la vez reveló su presencia a los demás españoles de Chiloé. Los neerlandeses también descubrieron que su llegada era esperada, dado que recuperaron una carta enviada al corregidor de Carelmapu por las autoridades de la provincia, en donde se le advertía sobre el avance de la expedición neerlandesa y se le ordenaba una estrategia de tierra quemada contra ellos. En el lugar también capturaron a un español, que posteriormente los guía al asentamiento español de Castro y a otros lugares del archipiélago.
Fernando de Alvarado sucedió a Andrés Muñoz de Herrera como gobernador militar de los españoles de Chiloé, quienes luego de enterarse de que los neerlandeses iban camino a Castro, quitaron los techos de paja de las casas y el techo de tejuelas de la iglesia para usarlos como refugios y hacerlos más difíciles de incendiar. Como en Carelmapu, el asentamiento fue saqueado y la iglesia fue profanada. De acuerdo a Diego de Rosales, los prisioneros fueron insultados en español, latín o portugués, siendo llamados cobardes, y siendo presionados por los neerlandeses para revelar dónde estaban las mujeres del pueblo.
En julio la expedición volvió a Carelmapu, donde 470 huilliches fueron convencidos para unirse a la expedición a Valdivia. Todo el periodo de mayo a mediados de agosto fue utilizado por los neerlandeses para recopilar información de inteligencia en la provincia de Chiloé.
El 7 de agosto Hendrik Brouwer muere en Puerto Inglés (Ancud). Mauricio de Nassau, que había previsto que esto pudiese ocurrir, proveyó a la expedición de una carta sellada para ser abierta en este caso. Esta carta transfería la dirección al vice-general Elías Herckmans, que hasta entonces estaba al mando del buque Vlissingen y había sido previamente gobernador de Paraiba. La expedición zarpó a Valdivia el 21 de agosto y llegó a destino tres días después.

### Valdivia
Elías Herckmans llegó a la boca del río Valdivia en la bahía de Corral el día 24 de agosto. Desde ahí los neerlandeses enfrentaron dificultades navegando río arriba hasta la ubicación de Valdivia, debido a que no contaban con experiencia en navegación fluvial; pese a ello, las ruinas de Valdivia fueron alcanzadas el mismo día. En la ciudad, establecieron un nuevo asentamiento, que Herckmans renombró como Brouwershaven (Puerto Brouwer) en recuerdo de Brouwer, cuyos restos fueron enterrados en el lugar. En el lugar, lograron establecer relaciones de amistad con Manquipillán, un cacique local, y el 25 de septiembre enviaron a Brasil un buque para reportar el positivo desarrollo de la colonia, así como también solicitar suministros. El capitán Elbert Crispijnsen quedó al mando de este buque.
En Valdivia los neerlandeses iniciaron la construcción de un fuerte, pero los mapuches de los alrededores comenzaron a desconfiar de ellos y detuvieron el suministro de alimentos, ya que notaron que los expedicionarios no tenían planes de dejar el lugar, y su búsqueda de oro empezó a generar suspicacias. Si bien el jefe mapuche Manqueante de Mariquina proveyó de ganado a los hambrientos neerlandeses, esto fue sólo temporal y a modo de regalo de despedida. Junto con ello, los expedicionarios no encontraron las minas de oro que esperaban, por lo que, en vista de estos problemas, el 15 de octubre tomaron la decisión de retroceder a la isla Mancera y abandonar Valdivia. Antes de su partida, el cacique Manqueante fue contactado por Herckmans para hacerle saber que los neerlandeses tenían planes de volver a Valdivia con mil esclavos africanos para tomar el control de las minas y la agricultura, y así dejar a los indígenas exentos de trabajo forzado. Esta promesa nunca fue cumplida.

### Regreso a Brasil
La expedición finalmente dejó Valdivia el 28 de octubre y llegó a Recife el 28 de diciembre. En Brasil los refuerzos y provisiones solicitados por Crispijnsen estaban próximos a zarpar a Valdivia, por lo que Juan Mauricio de Nassau se decepcionó al saber que la colonia había sido desmantelada. El levantamiento iniciado en 1645 que puso fin a la ocupación neerlandesa de Brasil en 1654 puso fin a las pretensiones neerlandesas en Chile.

## Reacción española
Debido a la existencia de noticias de que los neerlandeses tenían planes de volver a Valdivia, el Virrey del Perú envío desde El Callao una fuerza de mil hombres en 20 buques, y ordenó que dos mil hombres marcharan por tierra desde la zona central de Chile en 1644 para restablecer Valdivia y fortificarla. Las tropas terrestres nunca llegaron a Valdivia, probablemente debido a la resistencia mapuche. Sin embargo, la masiva flota, a la que se unieron dos buques en Chile, no tuvo precedentes en la región. Los soldados españoles en su nuevo asentamiento desenterraron y quemaron los restos de Hendrik Brouwer que los neerlandeses habían dejado en Valdivia.

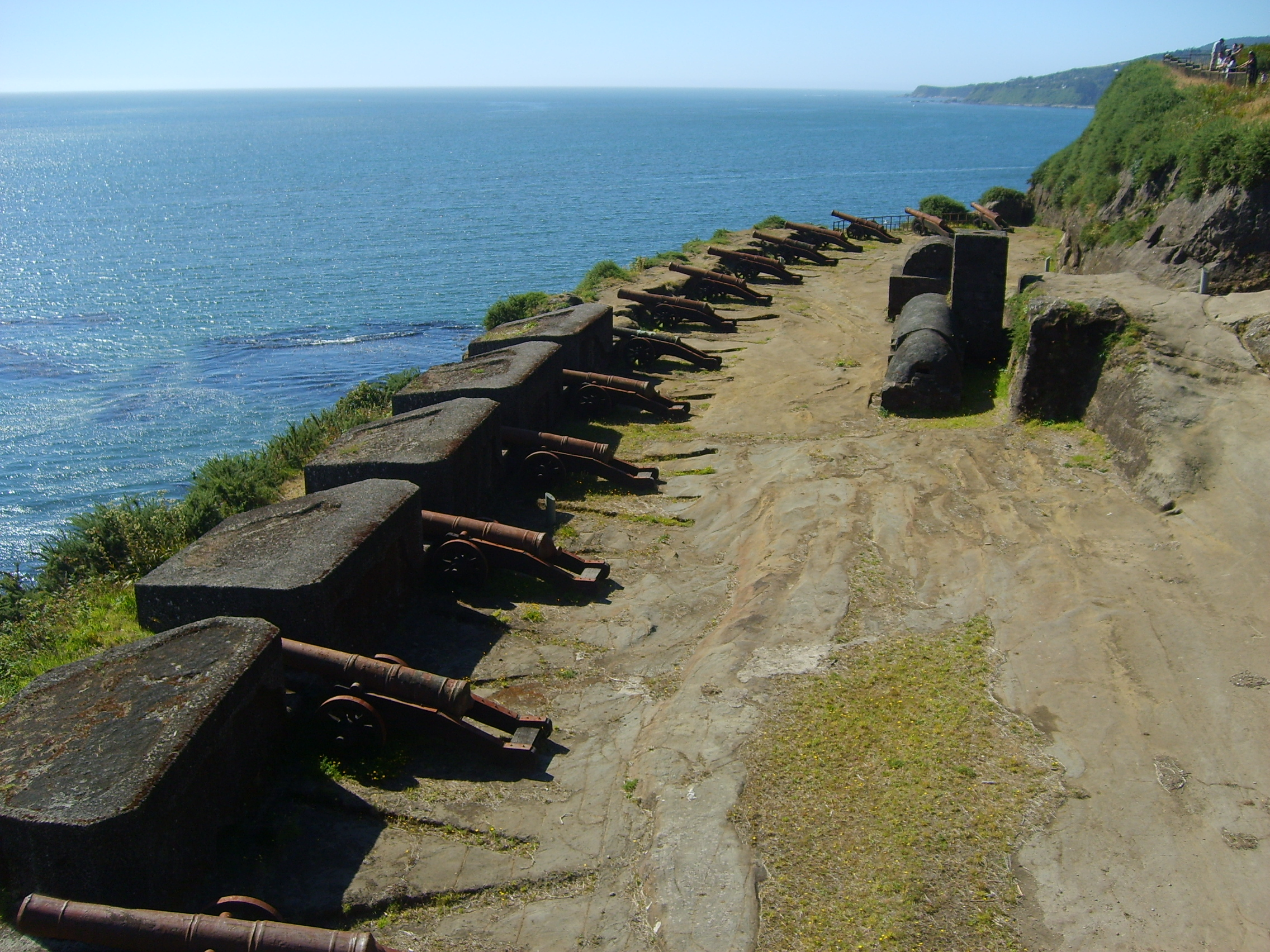
Vista del Fuerte Niebla, una de las fortificaciones establecidas por los españoles luego de la partida de los neerlandeses de Valdivia

A partir de 1644, la construcción y posterior mantenimiento del Sistema de fuertes de Valdivia se convirtió en una pesada carga fiscal para las finanzas coloniales españolas.
La ciudad de Valdivia permanecería en poder español hasta 1820.
La isla de Chiloé hasta 1826.